# インコネル
インコネル (Inconel) はニッケル基の超合金の商標である。

## 概要
ニッケル - クロム系合金のインコネルの開発は1932年まで遡る。デラウェア州とニューヨーク州とに本拠を置いたインターナショナル・ニッケル・カンパニーにより商標登録がなされ、ホイットルのジェットエンジンやターボチャージャー向けの耐熱合金の開発に成果を上げた。また復水器からの塩化物混入に対する耐性を確保することもあって加圧水型原子炉の蒸気発生器にもステンレス鋼よりもニッケル割合の多いインコネル600・625・718等が使用された。インターナショナル・ニッケル・カンパニー はニッケルの精錬法のひとつであるモンド法を開発した英国のモンド・ニッケル社と合併し、世界的なニッケルおよびニッケル合金の供給元となったが、1998年、ニッケル合金の製造拠点をスペシャルメタルズ社に4億800万ドルで売却した。これにより商標権もスペシャルメタルズに移転した。

## 種類と特徴
インコネルはニッケルの他、鉄・クロム・ニオブ・モリブデン等の合金元素量の差異によってインコネル600、インコネル625、インコネル718、インコネルX750等様々なものに分けられる。
インコネルは耐熱性、耐蝕性、耐酸化性、耐クリープ性などの高温特性に優れている。このため、X-15、スペースシャトル、原子力産業、産業用タービンの各種部品、航空機のジェットエンジン、鋳物、身近なものでは自動車用の高級マフラーなど、様々な分野で使用されている。
一方でこうした高温強度が高く、熱伝導率が悪いため、切削加工などの機械加工では難削性が高く加工が困難である事で知られる。コスト低減のためにも以前まで主体であった鍛造品から鋳造品へ移行しようとの動きもみられる。
日本では、大同特殊鋼がスペシャルメタルズ社よりライセンスの供与を受け、インコネルの商標を使用し製造を行っていたが、合弁販売事業の終了に伴い、相当品の自社生産に切り替えた。日立金属（旧日立金属MMCスーパーアロイ（旧三菱マテリアル桶川製作所））などでは相当材の製造が行われている。

## 種類と組成
インコネルは数多くの種類が開発されているが、おおむね固溶強化型と析出強化型に区分され登録されている。
600番台が固溶強化型、700番台が析出強化型である。
主なインコネルには、相当するJIS規格のニッケル合金が対応している。
| インコネルの番号 | 相当するJIS規格合金 | Ni(wt%) | Cr(wt%) | Fe(wt%) | Al(wt%)  | Mo(wt%)  | Ti(wt%)    | Nb+Ta(wt%) |
| ---------------- | ------------------- | ------- | ------- | ------- | -------- | -------- | ---------- | ---------- |
| 600              | NCF600              | 72以上  | 14～17  | 6～10   | ー       | ー       | ー         | ー         |
| 601              | NCF601              | 58～63  | 21～25  | 残部    | 1.0～1.7 | ー       | ー         | ー         |
| 625              | NCF625              | 58以上  | 20～23  | 5以下   | 0.4以下  | 8～10    | 0.4以下    | 3.15～4.15 |
| 718              | NCF718              | 50～55  | 17～21  | 残部    | 0.2～0.8 | 2.8～3.3 | 0.65～1.15 | 4.75～5.50 |
| X750             | NCF750              | 70以上  | 14～17  | 5～9    | 0.4～1.0 | ー       | 2.25～2.75 | 0.7～1.2   |